# ヒュー・グラス
ヒュー・グラス（Hugh Glass、1780年頃 - 1833年）は、アメリカ西部開拓時代のフロンティアの罠猟師で毛皮商、探検家。ペンシルベニア州のスコットランド系移民の家庭に生まれ、ミズーリ川沿いに現在のモンタナ州、ノースダコタ州、サウスダコタ州およびネブラスカ州のプラット川にわたる地域を探検した。ハイイログマに襲われて重傷を負い旅の仲間に見捨てられながらも生還した話は長い年月にわたり語り継がれ、『荒野に生きる』（1971年) および『レヴェナント: 蘇えりし者』 (2015年) として映画化されている。

## 伝記

### 前半生
1780年前後に生まれたヒュー・グラスの両親はスコッチアイリッシュ系で現在の北アイルランドのアルスターからアメリカに移民。クマに襲われる以前、グラスがどこで何をしていたか詳細は不明、伝記にさまざまな脚色がほどこされたこともよく知られており、一説にははじめは海賊だったという。1816年にテキサス州ジャン・ラフィットの沖で海賊に捕らえられて2年近く奴隷扱いされ現在のテキサス州ガルベストンで船を脱出し泳いで逃げたという。その後も先住民ポウニー族の奴隷になって数年を過ごし種族の女性と結婚したとも言われる。アメリカ政府の招きを受けた部族の代表を数名連れてセントルイスに現われたのは1821年。

### アシュレー将軍の探検隊
1822年、『ミズーリガジェット』紙と『パブリックアドバイザー』紙にウィリアム・ヘイリー・アシュレー将軍の名で募集広告が載る。
「毛皮貿易を目指しミズーリ川を船でさかのぼる探検隊の参加者100名公募」
この募集はアシュレーとヘンリーが創設したロッキー山脈毛皮会社の仕事を請け負う罠猟師を集めるためで、この会社は1822年から1825年にわたり当時の北アメリカ西部の未開地でなんどか大掛かりな罠猟をしている。グラスが参加したのは2回目の遠征だったといい、志願したなかには当時すでにマウンテンマンとして名をはせる罠猟師も混じっていて、その面々はウィリアム・サブレット、ジェイムズ・ベックワース、ジェデダイア・スミス、デイビッド・ジャクソン、トマス・フィッツパトリック、それに10代のジム・ブリッジャー他。のちのち「アシュレー百人隊」と呼ばれる者たちである。
探検隊は1823年5月、アリカワ族の戦士たちに襲撃され、グラスはこのとき足を弾で撃たれた。このままミズーリ川をたどってはふたたび襲われる危険があると考えたグラスは、イエローストーン川との合流点で落ち合うことにして数名をまとめて本隊を離れた。陸路で進むルートをたどったため命拾いをしたという。

#### クマに襲われる
その年の8月、グラスはパーキンス郡グランド川の支流の近くで食糧にする獲物を探すうち、子連れのハイイログマに出くわしてしまう。母グマは突撃するとグラスの体を振り上げ地面にたたきつけた。狩りの仲間のフィッツパトリックとブリッジャーの助けもあり、グラスはなんとかクマを仕留めたものの、重傷を負って気を失う。アシュレー隊長はグラスは命を落すに違いないと判断、グラスが息を引き取るのを見届けて埋葬する者をふたり募り、ジム・ブリッジャー (当時19歳) とフィッツパトリック (同23歳) が進み出る。探検隊が出発すると残ったふたりは遺体を埋める穴を掘り始めた (Monumental Mysteries参照)。本隊に追いつくと隊長に「グラスは死んだ」と嘘の報告をしたふたりだが、のちにアリカラ族に襲われたから逃げたと弁明している。グラスのかたわらにいた時間は短く、彼のライフルと鉈その他の旅の道具を盗んで見捨てたのであり、ただし経験の浅いブリッジャーが自発的に行動したかどうかは議論の分かれるところである。

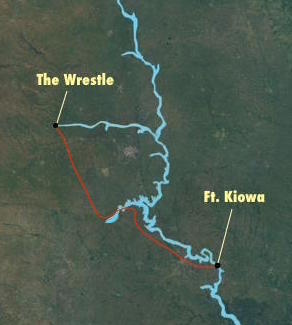
ヒュー・グラスは1823年にこの道のりをたどり、生還したとされる

グラスは意識を取り戻したものの、重傷でひとり取り残され武器も旅の道具も盗まれたと気づく。片足は骨折、さらにアメリカ領でいちばん近いフォート・カイオワまでミズーリ川沿いに320キロ。折れた足に添え木をしたグラスは仲間が棺おけ代わりに体にかけた熊の皮を体に巻きつけると、這って進み始める。骨にまで達した背中の傷が膿んで壊疽 (えそ)にならないよう、腐りかけの倒木にもたれて傷の膿んだ部分をウジがすっかり食いつくすのを待った。
シャイアン川を目指すグラスはサンダー・ビュート (丘) を目印に南へ這い進むと川原に行き着き、苦労していかだを組んで川下のフォート・カイオワへと向かう。6週間、草の実と根を食べて飢えをしのぎ、あるときは幼いバイソンを取り囲んでしとめようとするオオカミの群れを見つけると、追い散らして肉を口にした。またあるときは友好的な先住民に出会うと開いた傷を保護するため背中にクマの皮を縫いつけてもらい、食べ物と武器を受け取っている。
街に戻ったグラスを人々は「蘇った亡霊」と呼んだ。フランス語の動詞「戻る」(revenir) から派生した英語のことば「revenant」をあててついたあだ名であり、長いあいだ留守だった者が帰ってきた、あるいは死んだと思っていたのに息を吹き返した者という意味である。

#### フィッツパトリックとブリッジャーに復讐
傷が治り長旅の疲れを取ると、グラスはフィッツパトリックとブリッジャーを探しにふたたび旅に出ている。イエローストーン川沿いにヘンリーが築いたフォート・ヘンリーに行き着いたのだが町はもぬけの殻で、アンドリュー・ヘンリー隊はビッグホーン川との合流地点で野営すると書いてある貼紙を見つけた。探検隊に追いつくとグラスは早速ブリッジャーを問い詰めるが若さに免じて許したようで、ここからまた探検隊に加わった。
フィッツパトリックが陸軍に入隊したと聞きつけたグラスは駐屯地のフォート・アトキン (現ネブラスカ州) へ向かい、盗まれたライフル銃を取り返す。しかし、どうやら陸軍兵士を殺した場合の刑罰を考え、報復は断念したと伝わっている。

#### アシュレー隊長の指令
ブリッジャーを見つけてからフィッツパトリックを探し出すまでの日々には、1824年にアシュレー隊長の指令に従ってグラスほか5名は罠猟の本拠地探しを始めてさらに奥地へと進んだ。パウダー川の上流プラット川を渡って進むと、川はやがて切り立った崖にぶつかり、グラスたちは北の支流ノースプラット川へ入っている。木の枠にバイソンの皮を張った急ごしらえのボートで川を下り、ララミー川の分岐点の近くで戸数40足らずの集落と川岸のそばに先住民が住んでいるのを発見、話している言葉からポーニー族だろうと見当をつけて近づいていく。ところが一緒に食事をしてみると相手はアリカラ族だという急いで逃げ出した5人はボートに乗り漕ぎだしたのだが対岸に着いたとたん敵に追いつかれ、マーシュとデットンは仲間を捨てて逃げ延びる (後日グラスたちと再会) 。残る3名のうちグラスは岩陰に身をひそめ、モアとチャプマンはたちまち捕らえられて処刑される。なんとか追っ手を振り切るとグラスは弾薬袋に入れてあったナイフと火打石を頼りにアシュレー隊長率いる探検隊本隊へ戻ろうとフォート・カイオワを目指す。その途中に出会ったスー族に目的地まで送ってもらったのだった。

### 後半生
グラスはアメリカ西部の開拓地を離れ、罠猟師として毛皮の取引を始めた。あるときフォート・ユニオンの駐屯地で仕事を見つけると、兵士たちの食糧を獲りに出かけた1833年の冬、イエローストーン川の近くでアリカラ族と遭遇、グラスをふくむアメリカ人3名は処刑されて落命。
ジョン・メイヤーズは著書『The Deaths of the Bravos』の中で、グラスを殺したアリカラ族が、アメリカ毛皮会社の雇った猟師をやり過ごそうと友好的なミニタリ族に化けてやり過ごそうとした際、そのアリカラ族がヒュー・グラスのライフル銃（ヒュー・グラスが熊に襲われたときにフィッツパトリックが盗み、のちにヒュー・グラスが取り戻したもの）を持っていたことからジョンソン・ガーナーに正体を見破られ、自分たちの友人とグラスを殺した報復として処刑されたとしている。

## グラスの人気

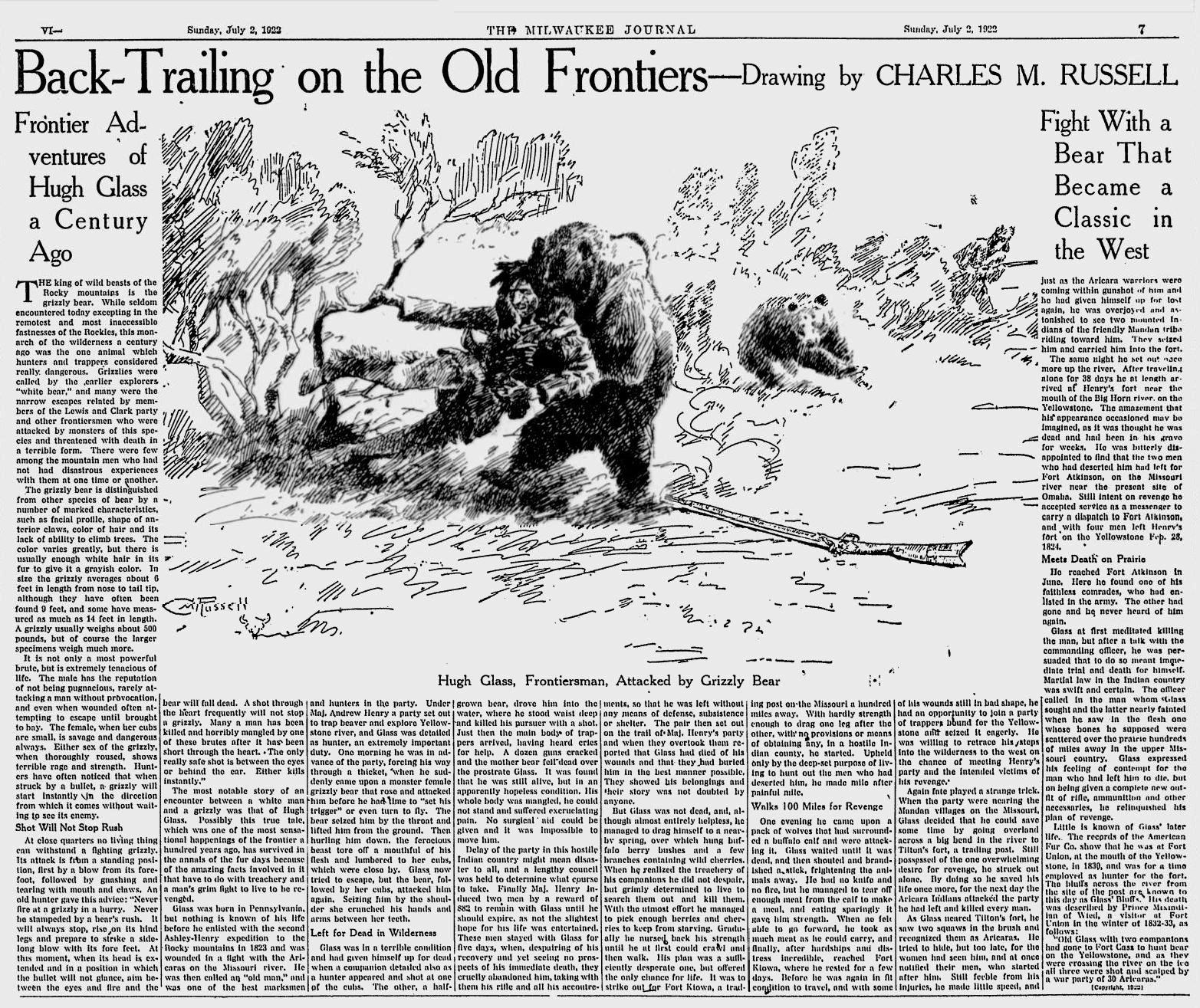
ヒュー・グラスの冒険を取上げた記事 (『ミルウォーキー・ジャーナル』紙、1922年)

クマに襲われながらも生還したグラスの身の上話を取上げた本や劇作は多い。またそのほかの例としてグランド川の南岸にあるシェイドヒル貯水池の岸には、グラスがクマに襲われた現場の記念碑が立っている。
著書『Lord Grizzly』(ハイイログマの王) (1954) にグラスの冒険を書いた西部劇作家のフレデリック・マンフェルドはアメリカで最も権威のある全米図書賞を受賞。ロジャー・ゼラスニーとジェラルド・ハウスマンの共作した小説『Wilderness』(荒れ野) (1994年) はジョン・コスターとヒュー・グラスの物語を織り込んであり、また小説『The Revenant』(マイケル・パンク著、映画『レヴェナント：蘇りし者』の原作) はクマに襲われ復讐に燃えるグラスの人生を取上げたフィクション。
映画界を見ると レオナルド・ディカプリオがグラス役で主演した『レヴェナント: 蘇えりし者』(2016年) はアレハンドロ・ゴンサレス・イニャリトゥ監督作品で、リチャード・ハリスの出演作『荒野に生きる』(Man in the Wilderness) (1971年) はグラスの物語から想を得たとされ、『Apache Blood』はグラスの物語を下敷きにした (サム・グラス役はデウィット・リー、1975年) 。
アメリカの連続テレビドラマ『Death Valley Days』(デスバレーの暮らし) のエピソード『ヒュー・グラス、クマと遭遇 ("Hugh Glass Meets the Bear") 』 (1966年) でグラス役をつとめたのはイギリスの俳優ジョン・オルダーソン。トマス・フィッツパトリック役は モーガン・ウッドワード、ルイス・バプティストはヴィクター・フレンチ を演じた。 ヒストリー・チャンネル (ケーブルTV) の番組『Monument Guys』では2015年5月27日放送回『Tesla and the Unbreakable Glass』でヒュー・グラスの像を作る。
バンド「オブ・モンスターズ・アンド・メン」のアルバム『My Head Is an Animal』(英語版) 収録曲『Six Weeks』は、グラスの史実に触発されて生まれたという。